# Kiss Tamás (labdarúgó, 2000)
Kiss Tamás (Győr, 2000. november 24. –) magyar válogatott labdarúgó, csatár, az Anórthoszi játékosa.

## Pályafutása

### Klubcsapatokban
Téten nevelkedett, majd 2011-ben került Szombathelyre, az Illés Akadémiára. 2015-ben elnyerte az év legjobb akadémiai játékosa címet, próbajátékon járt az osztrák Red Bull Salzburgnál is. A 2016–2017-es idényben többször edzett a Haladás felnőtt együttesével, majd a 19. fordulóban, 2016. december 11-én a Videoton ellen a félidőben beállva játéklehetőséget kapott az élvonalban is. Ezzel történelmet írt, ő lett az NB I első 2000-es években született játékosa, valamint 16 évesen és 16 naposan a legfiatalabban debütáló játékosa.
Első gólját a 2017–2018-as bajnokságban szerezte, a 12. fordulóban a címvédő Budapest Honvéd ellen volt eredményes, élete hetedik bajnokiján. Ezzel ő lett a magyar élvonal első 2000-es években született gólszerzője, 16 évesen és 11 hónaposan, ez ennél fiatalabban előtte olyan játékosoknak sikerült csak, mint Orth György, Braun József, Schlosser Imre, Puskás Ferenc és Bene Ferenc. November 25-én, a Ferencváros ellen csereként beállva, első labdaérintéséből szerzett győztes gólt.
A bajnokságban 16 találkozón négy gólt szerzett, az utolsó fordulóban az ő találatával győzött a Haladás 1-0-ra a Mezőkövesd ellen és harcolta ki a bennmaradást az élvonalban. 2018 nyarán érdeklődött iránta az olasz első osztályba feljutó Frosinone is, de Kiss végül a Puskás Akadémia csapatához írt alá három évre szóló szerződést.
A felcsúti csapatnál 2020 januárjáig 40 bajnoki mérkőzésen lépett pályára, ezeken három gólt szerzett. A 2019-2020-as szezon őszi felében kevesebb játéklehetőséghez jutott, többnyire csereként, mindössze tíz bajnokin játszott, és bár a Maglódi TC ellen 15–0-ra megnyert kupatalálkozón mesterhármast szerzett, az idény hátralevő részére kölcsönadták a Diósgyőri VTK-nak.
A Puskás Akadémia színeiben, amellyel a 2020–2021-es szezonban ezüstérmes volt az NB I-ben, összesen 89 tétmérkőzésen lépett pályára és tíz gólt szerzett, valamint tizenegy gólpasszt adott csapattársainak. 2021. augusztus 16-án jelentette be klubja, hogy vásárlási opcióval 2022. június 30-ig aláírt a holland SC Cambuur csapatához, ahol a 2021–2022-es szezonban kölcsönben szerepel. Öt nappal később a kezdőcsapat tagjaként egy félidőt játszott a PSV Eindhoventől idegenben 4–1-es vereséget szenvedő csapatban. Szeptember 11-én a Go Ahead Eagles elleni bajnoki mérkőzésen a 69. percben cserélte be edzője, majd hat perccel később 12 méterről szerezte meg első gólját klubjában az 5–2-re megnyert találkozón.
2023. június 28-án az Újpest szerződtette.
2024 nyarán szabadon igazolható játékosként ingyen igazolt a lengyel Wisła Kraków csapatához. Első bajnoki gólját szeptember 27-én, az Odra Opole 5–0-s legyőzése alkalmával szerezte új csapatában.

### A válogatottban
Az U17-es válogatott tagjaként pályára lépett a 2017-es U17-es Európa-bajnokságon. 2021 márciusában Gera Zoltán szövetségi edző nevezte őt a 2021-es U21-es labdarúgó-Európa-bajnokságon szereplő magyar válogatott keretébe. 2021. augusztus 26-án újból meghívót kapott az U21-es válogatott keretébe az őszi Európa-bajnoki selejtezőkre.

## Statisztika

### A válogatottban
| Magyarország | Magyarország | Magyarország |
| Év           | Mérk.        | Gólok        |
| ------------ | ------------ | ------------ |
| 2021         | 2            | 0            |
| Összesen     | 2            | 0            |

### Mérkőzései a válogatottban
| Magyarország | Magyarország       | Magyarország           | Magyarország  | Magyarország | Magyarország | Magyarország | Magyarország | Magyarország |
| #            | Dátum              | Helyszín               | Hazai         | Eredmény     | Vendég       | Kiírás       | Gólok        | Esemény      |
| ------------ | ------------------ | ---------------------- | ------------- | ------------ | ------------ | ------------ | ------------ | ------------ |
| 1.           | 2021. november 12. | Budapest, Puskás Aréna | Magyarország  | 4 – 0        | San Marino   | vb-selejtező | -            | 73'          |
| 2.           | 2021. november 15. | Varsó, Nemzeti Stadion | Lengyelország | 1 – 2        | Magyarország | vb-selejtező | -            | 72'          |
|              | Összesen           |                        |               | 2            | mérkőzés     |              | 0            | gól          |

## Sikerei, díjai
Puskás Akadémia
- Magyar labdarúgó-bajnokság ezüstérmes: 2020–21
- Magyar labdarúgó-bajnokság bronzérmes (2): 2019–20, 2021–22